# Annie Girardot
Annie Girardot (Parigi, 25 ottobre 1931 – Parigi, 28 febbraio 2011) è stata un'attrice francese.

## Biografia
Nata da madre ostetrica, Raymonde-Noëlle-Félicie Girardot, e da padre ignoto e sposato, che morì quando lei aveva due anni e non la riconobbe mai come propria figlia, fu allieva all'École nationale supérieure des arts et techniques du théâtre. Dal 1949 inizia a fare apparizioni serali nei cabaret parigini, come La Rose Rouge, a Montmartre, con il nome di Annie Girard, o al Lapin Agile, e contemporaneamente partecipa a riviste, come Dugudu con la compagnia di Robert Dhéry. Nel luglio 1954 termina brillantemente i corsi di recitazione al Conservatoire national supérieur d'art dramatique e poco dopo è ingaggiata alla Comédie-Française. La sua interpretazione in La machine à écrire nel 1956, a fianco di Robert Hirsch, è notata in particolare da Jean Cocteau, che intuisce in lei «il più forte temperamento drammatico del dopoguerra».
Comincia a recitare nel cinema nel 1956, quando debutta nel film Treize à table, per il quale vince il Prix Suzanne Bianchetti. Nel 1960 appare nel film Rocco e i suoi fratelli di Luchino Visconti, dove interpreta una prostituta sexy, passionale, imprevedibile e affascinante. La sua personalità vince sul debole Rocco, interpretato da Alain Delon, mentre la sua bellezza provoca la disputa tra Rocco e suo fratello maggiore Simone, interpretato dall'attore Renato Salvatori, in seguito suo marito nella vita reale.

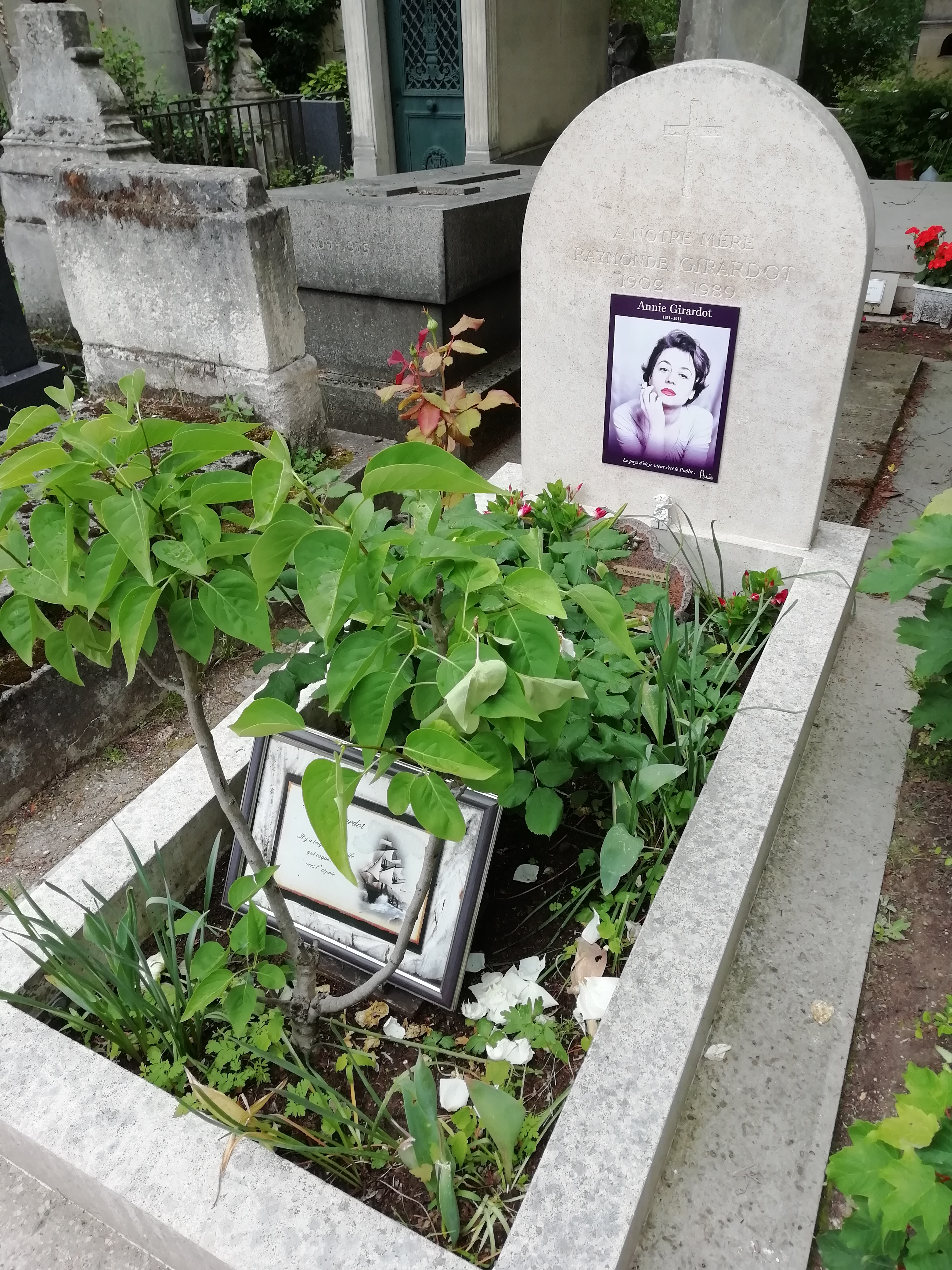
La tomba di Annie Girardot

Nel 1964 interpreta La donna scimmia, film diretto da Marco Ferreri, confermandosi attrice di indubbia versatilità. Nel 1966 è Persefone in Perséphone di Igor' Fëdorovič Stravinskij, diretta da Nino Sanzogno con Giorgio Merighi nella prima al Teatro alla Scala di Milano. Durante gli anni settanta partecipa a film come La divorziata (1972) di Serge Korber, Lo schiaffo (1974) di Claude Pinoteau e Lo Zingaro (1975) di José Giovanni. In questi anni la sua popolarità in patria è tale che viene considerata una delle attrici più amate dai francesi. Nel 1977 ottiene il Premio César come miglior attrice, per la sua interpretazione nel film Il caso del dottor Gailland.
Nel 2002 le viene conferito il premio César per la migliore attrice non protagonista per il suo ruolo nel film La pianista di Michael Haneke, con il quale collaborerà di nuovo quattro anni dopo in Niente da nascondere. Il 21 settembre 2006 il periodico francese Paris Match rivela che Annie Girardot è affetta dalla malattia di Alzheimer. La figlia Giulia Salvatori gira un documentario in cui vengono svelati i retroscena dell'ultimo set, con la necessità dei suggerimenti all'attrice poiché questa non riusciva più a ricordare le battute. È morta il 28 febbraio 2011, all'età di 79 anni ed è sepolta nel cimitero parigino di Père-Lachaise. 

## Vita privata
Dal matrimonio con l'attore Renato Salvatori, celebrato a Parigi il 6 gennaio 1962, ebbe una figlia, Giulia, divenuta anche lei attrice; in seguito si separarono ma rimasero in buoni rapporti.

## Filmografia

Annie Girardot nel film Rocco e i suoi fratelli (1960)

Annie nel film I compagni (1963)

Annie nel film Lo schiaffo (1974)

### Cinema
- Tredici a tavola (Treize à table), regia di André Hunebelle (1955)
- Il fantastico Gilbert (Le pays, d'où je viens), regia di Marcel Carné (1956) - Non accreditata
- L'uomo dalle chiavi d'oro (L'homme aux clefs d'or), regia di Léo Joannon (1956)
- Riproduzione vietata (Reproduction interdite), regia di Gilles Grangier (1957)
- Il dado è tratto (Le rouge est mis), regia di Gilles Grangier (1957)
- Mia moglie le modelle ed io (L'amour est en jeu), regia di Marc Allégret (1957)
- Il commissario Maigret (Maigret tend un piège), regia di Jean Delannoy (1958)
- L'inferno di Pigalle (Le désert de Pigalle), regia di Léo Joannon (1958)
- Bobosse, regia di Étienne Périer (1959)
- La corda tesa (La corde raide), regia di Jean-Charles Dudrumet (1960)
- Tra due donne (Recours en grâce), regia di László Benedek (1960)
- Rocco e i suoi fratelli, regia di Luchino Visconti (1960)
- La francese e l'amore (La française et l'amour) - episodio Le divorce, regia di Christian-Jaque (1960)
- 21 rue Blanche à Paris, regia di Quinto Albicocco e Claude-Yvon Leduc (1961) - Voce
- La proie pour l'ombre, regia di Alexandre Astruc (1961)
- L'appuntamento (Le rendez-vous), regia di Jean Delannoy (1961)
- Amori celebri (Amours célèbres), regia di Michel Boisrond (1961)
- Pourquoi Paris, regia di Denys de La Patellière (1962)
- Letto, fortuna e femmine (Le bateau d'Émile), regia di Denys de La Patellière (1962)
- Il delitto non paga (Le crime ne paie pas), regia di Gérard Oury (1962)
- Smog, regia di Franco Rossi (1962)
- Il giorno più corto, regia di Sergio Corbucci (1963)
- Il vizio e la virtù (Le vice et la vertu), regia di Roger Vadim (1963)
- I compagni, regia di Mario Monicelli (1963)
- I fuorilegge del matrimonio, regia di Valentino Orsini, Paolo e Vittorio Taviani (1963)
- La pappa reale (La bonne soupe), regia di Robert Thomas (1964)
- Quella terribile notte (L'autre femme), regia di François Villiers (1964)
- La donna scimmia, regia di Marco Ferreri (1964)
- La ragazza in prestito, regia di Alfredo Giannetti (1964)
- ...poi ti sposerò (Un monsieur de compagnie), regia di Philippe de Broca (1964)
- Le belle famiglie, regia di Ugo Gregoretti (1964)
- Déclic et des claques, regia di Philippe Clair (1965)
- Una voglia da morire, regia di Duccio Tessari (1965)
- La guerra segreta (The Dirty Game), regia di Christian-Jaque, Werner Klingler, Carlo Lizzani e Terence Young (1965)
- Tre camere a Manhattan (Trois chambres à Manhattan), regia di Marcel Carné (1965)
- Le streghe - episodio La strega bruciata viva, regia di Luchino Visconti (1967)
- Il giornalista (Zhurnalist), regia di Sergei Gerasimov (1967)
- Vivere per vivere (Vivre pour vivre), regia di Claude Lelouch (1967)
- Les Gauloises bleues, regia di Michel Cournot (1968)
- Erotissimo, regia di Gérard Pirès (1968)
- Piove sul mio villaggio (Bice skoro propast sveta), regia di Aleksandar Petrović (1968)
- Il seme dell'uomo, regia di Marco Ferreri (1969)
- La banda Bonnot (La bande à Bonnot), regia di Philippe Fourastié (1969)
- Dillinger è morto, regia di Marco Ferreri (1969)
- La vita, l'amore, la morte (La vie, l'amour, la mort), regia di Claude Lelouch (1969)
- Metti, una sera a cena, regia di Giuseppe Patroni Griffi (1969)
- Un tipo che mi piace (Un homme qui me plaît), regia di Claude Lelouch (1969)
- Storia di una donna, regia di Leonardo Bercovici (1970)
- Lei non fuma, lei non beve, ma... (Elle boit pas, elle fume pas, elle drague pas, mais... elle cause!), regia di Michel Audiard (1970)
- Le novizie (Les novices), regia di Guy Casaril (1970)
- Le clair de terre, regia di Guy Gilles (1970)
- Morire d'amore (Mourir d'aimer), regia di André Cayatte (1971)
- La mandarina (La mandarine), regia di Édouard Molinaro (1972)
- La tardona (La vieille fille), regia di Jean-Pierre Blanc (1972)
- La divorziata (Les feux de la chandeleur), regia di Serge Korber (1972)
- Rosamunda non parla... spara (Elle cause plus, elle flingue), regia di Michel Audiard (1972)
- L'uomo che uccideva a sangue freddo (Traitement de choc), regia di Alain Jessua (1973)
- Non c'è fumo senza fuoco (Il n'y a pas de fumée sans feu), regia di André Cayatte (1973)
- Ursule et Grelu, regia di Serge Korber (1974)
- Juliette e Juliette (Juliette et Juliette), regia di Rémo Forlani (1974)
- Lo schiaffo (La Gifle), regia di Claude Pinoteau (1974)
- Il sospetto, regia di Francesco Maselli (1975)
- Il pericolo è il mio mestiere (Il faut vivre dangereusement), regia di Claude Makovski (1975)
- Lo Zingaro (Le gitan), regia di José Giovanni (1975)
- Il caso del dottor Gailland (Docteur Françoise Gailland), regia di Jean-Louis Bertuccelli (1976)
- Codice 215: Valparaiso non risponde (Il pleut sur Santiago), regia di Helvio Soto (1976)
- D'amour et d'eau fraîche, regia di Jean-Pierre Blanc (1976)
- Corrimi dietro... che t'acchiappo (Cours après moi que je t'attrape), regia di Robert Pouret (1976)
- Le dernier baiser, regia di Dolorès Grassian (1977)
- Autopsia di un mostro (À chacun son enfer), regia di André Cayatte (1977)
- Jambon d'Ardenne, regia di Benoît Lamy (1977)
- Distanza zero (Le point de mire), regia di Jean-Claude Tramont (1977)
- Disavventure di un commissario di polizia (Tendre poulet), regia di Philippe de Broca (1978)
- La Zizanie, regia di Claude Zidi (1978)
- Quanto rompe mia moglie (Vas-y maman), regia di Nicole de Buron (1978)
- L'amour en question, regia di André Cayatte (1978)
- La clé sur la porte, regia di Yves Boisset (1978)
- L'ingorgo - Una storia impossibile, regia di Luigi Comencini (1979)
- Le cavaleur, regia di Philippe de Broca (1979)
- Cause toujours... tu m'intéresses!, regia di Edouard Molinaro (1979)
- Bobo Jacco, regia di Walter Bal (1979)
- Hanno rubato le chiappe di Afrodite (On a volé la cuisse de Jupiter), regia di Philippe de Broca (1980)
- Le cœur à l'envers, regia di Franck Apprederis (1980)
- Une robe noire pour un tueur, regia di José Giovanni (1981)
- La vie continue, regia di Moshé Mizrahi (1981)
- La revanche, regia di Pierre Lary (1981)
- Listenoire, regia di Alain Bonnot (1984)
- Souvenirs souvenirs, regia di Ariel Zeitoun (1984)
- Tornare per rivivere (Partir, revenir), regia di Claude Lelouch (1985)
- Adieu blaireau, regia di Bob Decout (1985)
- Prisonnières, regia di Charlotte Silvera (1988)
- Cinq jours en juin, regia di Michel Legrand (1989)
- Ruf, regia di Valeri Akhadov (1989)
- Comédie d'amour, regia di Jean-Pierre Rawson (1989)
- Faccia di lepre, regia di Liliana Ginanneschi (1990)
- Ci sono dei giorni... e delle lune (Il y a des jours... et des lunes), regia di Claude Lelouch (1990)
- Merci la vie - Grazie alla vita (Merci la vie), regia di Bertrand Blier (1991)
- Toujours seuls, regia di Gérard Mordillat (1991)
- Alibi perfetto, regia di Aldo Lado (1992)
- Portagli i miei saluti - Avanzi di galera, regia di Gianna Maria Garbelli (1993)
- Les braqueuses, regia di Jean-Paul Salomé (1994)
- I miserabili (Les misérables), regia di Claude Lelouch (1995)
- Les bidochon, regia di Serge Korber (1996)
- Préférence, regia di Grégoire Delacourt (1998)
- L'âge de braise, regia di Jacques Leduc (1998)
- La pianista (La pianiste), regia di Michael Haneke (2001)
- Ceci est mon corps, regia di Rodolphe Marconi (2001)
- Epsteins Nacht, regia di Urs Egger (2002)
- Je préfère qu'on reste amis, regia di Olivier Nakache e Éric Toledano (2005)
- Niente da nascondere (Caché), regia di Michael Haneke (2005)
- Le temps des porte-plumes, regia di Daniel Duval (2006)
- C'est beau une ville la nuit, regia di Richard Bohringer (2006)
- Boxes, regia di Jane Birkin (2007)
- Christian, regia di Elisabeth Löchen (2007)

### Televisione
- La dodicesima notte (La nuit des rois), regia di Claude Loursais – film TV (1957)
- Liste noire, regia di Alain Bonnet - film TV (1984)
- Io e il duce, regia di Alberto Negrin – miniserie TV (1985)
- Olga e i suoi figli, regia di Salvatore Nocita – miniserie TV (1985)
- La vita leggendaria di Ernest Hemingway, regia di José María Sánchez – miniserie TV (1989)
- Delitti privati, regia di Sergio Martino – miniserie TV (1992)
- Colpo di coda, regia di José María Sánchez – miniserie TV (1993)
- Nuda proprietà vendesi, regia di Enrico Oldoini – film TV (1997)

## Riconoscimenti
- BAFTA

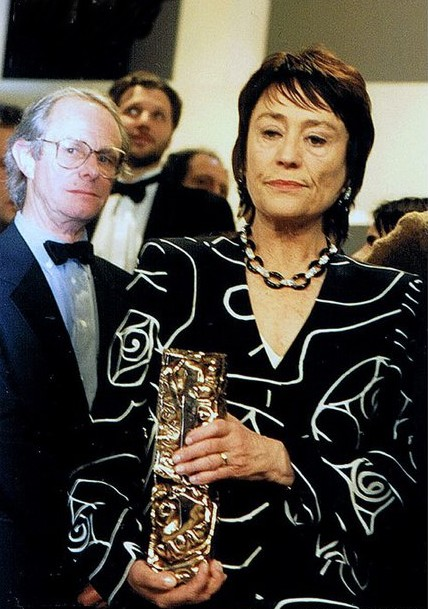
Annie Girardot durante i Premi César 1996

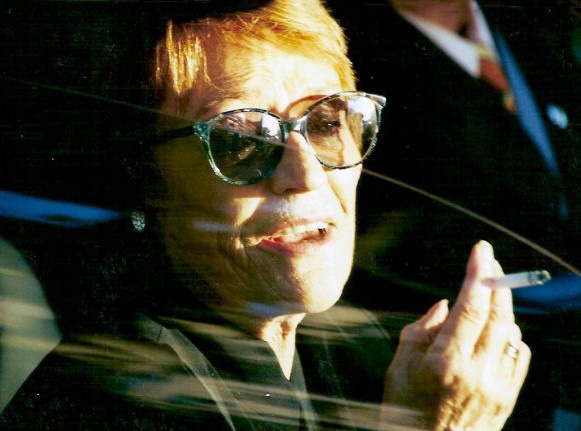
Annie Girardot al Festival di Cannes 2000

  - 1962 – Candidatura alla migliore attrice protagonista straniera per Rocco e i suoi fratelli

- David di Donatello
  - 1977 – Migliore attrice straniera per Corrimi dietro... che t'acchiappo

- Festival internazionale del cinema di Berlino
  - 1972 – Premio UNICRIT all'interpretazione per La tardona

## Doppiatrici italiane
Nelle versioni in italiano delle opere in cui ha recitato, Annie Girardot è stata doppiata da:
- Rita Savagnone in ...poi ti sposerò, Dillinger è morto, La mandarina, La tardona, L'uomo che uccideva a sangue freddo, Lo schiaffo, Lo Zingaro, Olga e i suoi figli
- Rosetta Calavetta in Il dado è tratto, Il commissario Maigret, L'appuntamento, Il delitto non paga
- Gabriella Genta in Morire d'amore, Non c'è fumo senza fuoco, L'ingorgo - Una storia impossibile
- Marzia Ubaldi in Delitti privati, La pianista, Alibi perfetto
- Valentina Fortunato in Rocco e i suoi fratelli
- Deddi Savagnone in Le belle famiglie
- Benita Martini in La guerra segreta
- Maria Pia Di Meo in Le streghe
- Paila Pavese in Metti, una sera a cena
- Cristina Grado in La divorziata
- Germana Dominici in Io e il duce
- Isa Bellini in Nuda proprietà vendesi
- Paola Mannoni in Niente da nascondere